# Карповское (Большесельский район)
В Ярославской области есть ещё пять деревень с таким названием.
Карповское — деревня в Благовещенском сельском поселении Большесельского района Ярославской области.

## Население
По данным статистического сборника «Сельские населенные пункты Ярославской области на 1 января 2007 года», в деревне Карповское проживает 3 человека. По топокарте 1975 года в деревне проживало 12 человек.

## География
Деревня находится на северо-востоке района, вблизи границы с Рыбинским и Тутаевским районами. Она находится на расстоянии около 2 км к юго-западу от железной дороги Ярославль — Рыбинск и на расстоянии 2,5 км к югу от железнодорожной станции Лом. Деревня стоит на небольшом поле, окружённом лесами, на удалении около 500 м от правого берега реки Ахробость, правого притока Черёмухи. Через деревню проходит автомобильная дорога, следующая к северу на Лом и далее выходит на федеральную трассу Р151 Ярославль — Рыбинск на участке Тутаев — Рыбинск. Между станцией Лом и Карповским на расстоянии 1 км стоит небольшая деревня Лом, которая находится уже в Рыбинском районе. В южном направлении на расстоянии 2 км по этой дороге стоит деревня Каплино, в которой она разветвляется на два направления: одна следует в юго-западном направлении следует к районному центру Большое Село и далее к федеральной трассе Р104 на участке Углич — Рыбинск; другая следует на юго-восток к центру сельского поселения Варегово и далее к дороге Ярославль — Большое Село.

## История
Деревня Карповская указана на плане Генерального межевания Борисоглебского уезда 1792 года. В 1825 году Борисоглебский уезд был объединён с Романовским уездом. По сведениям 1859 года деревня относилась к Романово-Борисоглебскому уезду.